# Заровення
Заровення (рос. Заровенье) — присілок в Псковському районі Псковської області Російської Федерації.
Населення становить 81 особу. Входить до складу муніципального утворення Завеличенська волость.

## Історія
Від 2015 року входить до складу муніципального утворення Завеличенська волость.

## Населення
| 2001 | 2002 | 2010 | 2014 |
| ---- | ---- | ---- | ---- |
| 79   | ↘72  | ↘69  | ↗81  |